# Anhidrit
Az anhidrit a pótanion nélküli vízmentes szulfátok csoportjába, azon belül az alkáli-szulfátok közé tartozó ásványfaj.
Finom porát a koncentrált kénsav oldja, és egy kevéssé sósavban is oldódik.

## Megjelenési formái, genetikája
Kristályrácsa olyan torzult kősórács, amelyben a Na-, illetve Cl-ionok helyét Ca-, illetve SO4-ionok töltik be. Ennek megfelelően kristályai is kocka- (alpi típus), illetve megnyúlt (stassfurti típus) alakúak.
Elsősorban tengervízből válik ki a kősóval és a gipsszel együtt, akár kőzetalkotó ásvány mennyiségben (ezek az ún. evaporit összletek). Ha a töményülő tengervíz 25 °C-nál hidegebb, az anhidrit helyett főleg gipsz válik ki. Mivel a kősónál hamarabb válik ki, ilyen evaporitokat találunk a kősótelepek alatt, illetve alsó zónájában is. Vízfelvétellel gipsszé alakulhat, és az ezzel járó, 60%-os térfogatnövekedés az anhidrites rétegeket teljesen összegyűri: ezek az ún. mirigykövek.
A hosszú távú erőhatásokra már viszonylag kis nyomáson is plasztikusan reagál, ezért a földtani takarók gyakran (így például az Aggteleki-karszton) az evaporitos rétegeken mint afféle kenőfelületeken csúsznak el több tucat vagy akár több száz kilométer távolságra.

## Felhasználása
Az építőipari termékek között például gipsz stukkók (díszítés), gipszkarton (szerelt válaszfalak, tűzvédelmi burkolatok, egyes álmennyezetek elemei, szárazpadlók) alapanyagaként használják fel.

## Rokon ásványfajok
- gipsz